# Saxtorps landskommun
Saxtorps landskommun var en tidigare kommun i dåvarande Malmöhus län.

## Administrativ historik
Kommunen bildades i Saxtorps socken i Harjagers härad i Skåne när 1862 års kommunalförordningar trädde i kraft. 
Vid kommunreformen 1952 uppgick kommunen i Dösjebro landskommun som upplöstes 1967 då denna del uppgick i Landskrona stad som 1971 ombildades till Landskrona kommun.

## Politik

### Mandatfördelning i Saxtorps landskommun 1938-1946
| 8 | 4 | 5 |

| 17 |

| 7 | 3 | 5 | 2 |

| 17 |

| 9 | 1 | 7 |

| 17 |